# Резон II
Резон II (*д/н — бл. 732 до н. е.) — останній цар Арам-Дамаску в 742—742 роках до н. е. Згадується у Другій книзі царів як Рецін.

## Життєпис
Син або інший родич царя Табаїла. Спадкував трон близько 742 року до н. е. Продовжив відродження держави. Вирів протистояти ассирійській загрозі. Для цього уклав союзи з Менахемом, царем Ізраїлю, Шенепом, царем Аммону, Ені'лу, царем Хамату, Хірамом II, царі Тіру і Сідону, Ганноном, царем Гази і гегемоном усіх філістімлян, Малік-рамму, царем Едому.
Відмова юдейського царя Йотама долучитися до цієї коаліції спричинило похід Резона II і Пекаха, що заступив Менахема на троні Ізраїлю. Це сталося між 737 і 735 роками до н. е. Можливо, було декілька кампаній у ці роки. На той час юдейський трон продовжував обіймати Йотам або його посів Ахаз.
В результаті юдейському війську було завдано тяжкої поразки, було сплюндровано частину Юдейського царства, а Єрусалим взято в облогу. У відповідь 734 року до н. е. ассирійський цар Тіглатпаласар III, що був союзником Юдеї, виступив проти Резона II та інших коаліціантів, які по черзі зазнали нищівної поразки. У битві 733 року до н. е. зазнав поразки цар Араму та його союзники-набатеї. 732 року до н. е. ворог захопив Дамаск. Резона II було втрачено, значна частина арамеї виселена на північ, а власне Арамейське царство було перетворено на провінцію Ассирії.